# 広島醤油
広島醤油株式会社（ひろしましょうゆ）は、広島県廿日市市に本社を置く調味料メーカー。1642年（寛永19年）2月創業。1942年（昭和17年）5月に戦時統制により、現在の広島市10社、廿日市市1社、山県郡1社の計12社が合併して設立された。フジボシ印の醤油の製造を行っている。

## 沿革
- 1642年（寛永19年） - 創業。現在の広島市中区胡町で醤油屋を始める。
- 1942年（昭和17年）5月20日 - 現在の広島市10社、廿日市市1社、山県郡1社の計12社が戦時統制により合併して設立。
- 1945年（昭和20年）8月6日 - 原子爆弾により広島市中区の本社が壊滅。当時の廿日市支所（工場）を本社として再稼働。
- 2004年（平成16年） - 第32回全国醤油品評会農林水産大臣賞受賞[1]。
- 2008年（平成20年）8月 - 工場を改築し再稼動。本社工場敷地の多くはホームセンター「ジュンテンドー」の敷地となる。
- 2009年（平成21年） - 工場閉鎖。会社倒産[要出典]。